# Ernst-Kalkuhl-Gymnasium

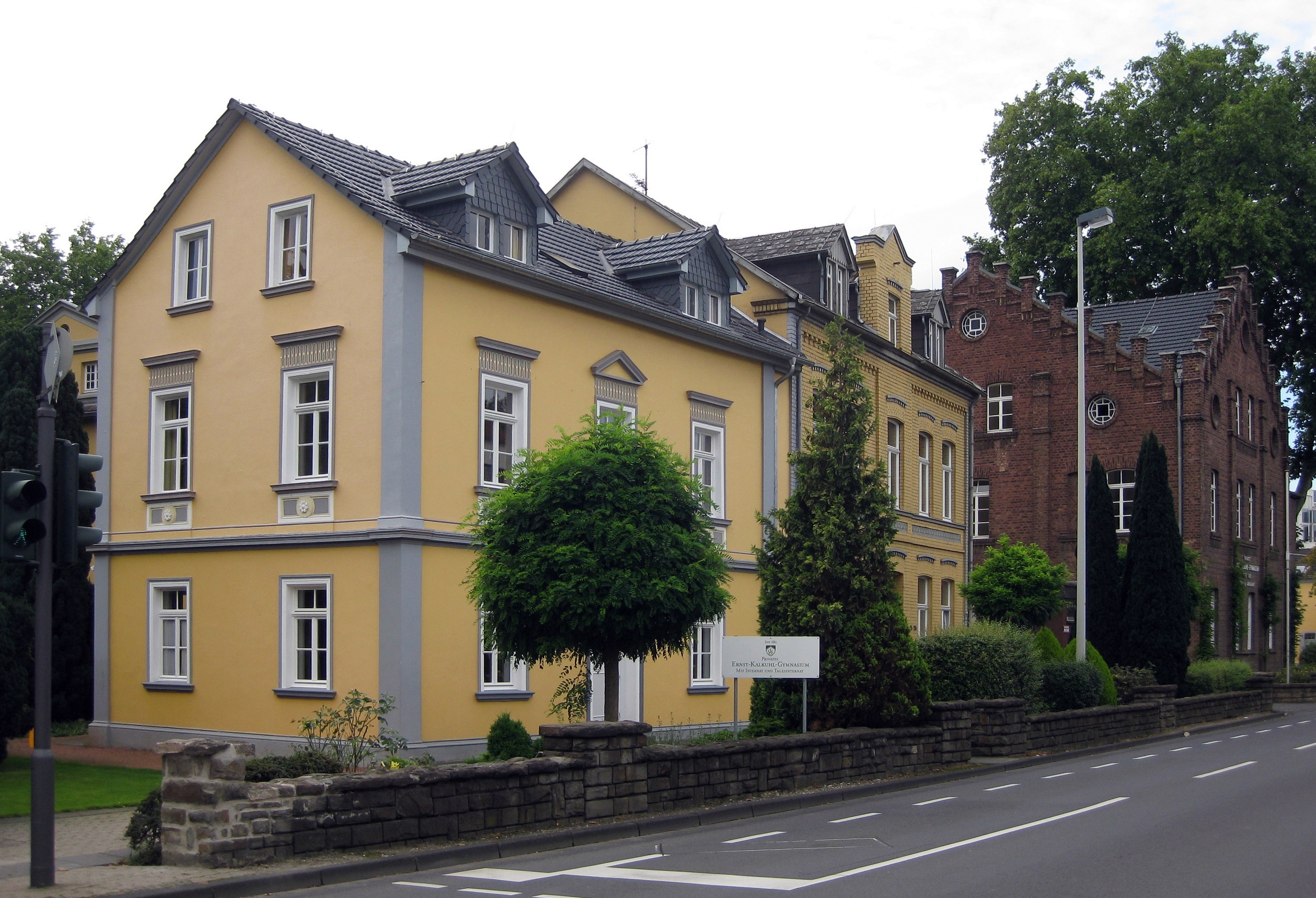
Internatsbüro und Mittelhaus des EKG (2011)

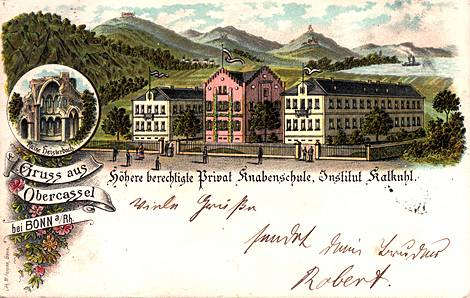
Postkarte Institut Kalkuhl, um 1900

Das private Ernst-Kalkuhl-Gymnasium (EKG) ist ein Gymnasium mit Tagesinternat in Bonn-Oberkassel.

## Geschichte
1880 entschloss sich der aus Remscheid stammende Ernst Kalkuhl (1849–1918), nachdem er selbst als Lehrer in England und Frankreich Erfahrungen im Privatschulwesen gesammelt hatte, in Oberkassel bei Bonn eine eigene Schule für Jungen ins Leben zu rufen, das damalige „Institut Kalkuhl“, das dann 1891 seine staatliche Anerkennung erhielt. Der Schwiegersohn von Ernst Kalkuhl, Franz Heel aus Nürnberg, übernahm 1916 die Schulleitung und 1918 nach dem Tod Ernst Kalkuhls die Schulträgerschaft. Er behielt sie bis zu seinem Tod im Jahr 1957. In der Weimarer Republik, im Jahr 1924, erhielt die damalige Oberrealschule das Recht, das Abitur bei voller staatlicher Anerkennung im eigenen Haus abzunehmen.
Schließlich wurde die Schule 1951 mit der Bezeichnung „Staatlich anerkanntes Gymnasium“ mit allen öffentlichen Gymnasien des Landes gleichgestellt. Der Sohn von Franz Heel und Alma Heel (geb. Kalkuhl), Karl-Ferdinand Heel, übernahm 1957 die Schulträgerschaft von seinem Vater. Als Studiendirektor leitete er das Internat. Da die Schule mittlerweile auf über 600 Schüler angewachsen war – im Jahr 1972 wurde die Koedukation in Schule und Internat eingeführt – entschied man sich, die Leitung des Gymnasiums ausgewählten Oberstudiendirektoren zu übertragen. Nach dem Tod von Karl-Ferdinand Heel im Jahr 2001 übernahmen dessen Söhne Ernst-Martin Heel und Franz Christoph Heel in einer Gesellschaft bürgerlichen Rechts die Schulträgerschaft, wobei Studiendirektor Ernst-Martin Heel, der auch das Internat leitet, in geschäftsführender Funktion tätig ist.
Die Schul- und Internatsgebäude sind vorwiegend denkmalgeschützt.

## Daten
Nach eigenen Angaben besuchen 681 Schüler die Schule, die von insgesamt 50 Lehrern unterrichtet werden. In den Halbtagsklassen befinden sich je 29 Schüler. Die Tages- und Internatsschulklassen haben zu Beginn 15 bis 20 Schüler. Schulleiter ist seit 2021 Ingo Wittrock. Die Schule erhält Zuschüsse durch das Land Nordrhein-Westfalen.

## Pädagogische Arbeit, Ausstattung und Angebote
Mit Beginn des Schuljahres 2005/06 wurde eine spezielle „Tages- und Internatsschulklasse“ (Klassen 5–9) gegründet. Die Integration von Schülern fremder Nationen gehörte seit den Gründungsjahren zum Prinzip von Schule und Internat. Neben Englisch, Französisch und Latein wird auch Spanisch unterrichtet. Als Versuchsschule bietet man Sport als 4. Abiturfach an. Angeboten werden unter anderem Unterricht in Chor und Orchester sowie eine Schach-AG. Es gibt Wettkampfmannschaften im Schüler-Ruder-Verein (SRV). Bunte Gruppenfreizeiten werden organisiert und seit über 30 Jahren werden in Zusammenarbeit mit der Alpenwaldhütte im Kleinwalsertal Skikurse durchgeführt. Das Ernst-Kalkuhl-Gymnasium hilft beim Aufbau der Schule „École Notre Dame de la Médaille Miraculeuse“ in Cap-Haïtien auf Haiti zusammen mit dem Verein „Integer – die ganze Welt e. V.“ aus Bonn. Jährlich werden dafür beim „Sozialtag“ Spenden gesammelt.
Seit 2020 besteht die Schülerzeitung „KalkuhlSZ“. Sie wurde beim Schülerzeitungswettbewerb der Länder 2022 als beste Online-Schülerzeitung in der Schulform Gymnasium ausgezeichnet. Beim Schülerzeitungswettbewerb der rheinischen Sparkassen im selben Jahr belegte die erste Ausgabe der Schülerzeitung den vierten Platz. Chefredakteur ist Dan Ioffe.

## Persönlichkeiten
- Tim Achtermeyer (* 1993), Politiker (Bündnis 90/Die Grünen), seit 2022 Mitglied des Landtages von Nordrhein-Westfalen und Co-Vorsitzender der Grünen in NRW.
- Fritz J. Adrian (* 1930), Ingenieur und Geschäftsführer der L. & C. Steinmüller GmbH
- Georg Broel (1884–1940), Maler und Radierer
- Rudolf Caracciola (1901–1959), Automobilrennfahrer
- Ulrich von Dobschütz (* 1940), deutscher Schauspieler, Regisseur, Autor, Filmproduzent und Dokumentarfilmer
- Holger A. Dux (* 1958), Bauhistoriker und Autor
- Benno Fürmann (* 1972), deutscher Schauspieler und Synchronsprecher
- Michael Th. Greven (1947–2012), Politikwissenschaftler
- Gunnar Heinsohn (1943–2023), deutscher Wirtschaftswissenschaftler und Soziologe, Professor für Sozialpädagogik, Publizist und Bestseller-Autor
- Jörg Immendorff (1945–2007), Kunstprofessor und Künstler (Malerei, Bildhauerei, Grafik und Aktionskunst)
- Ulrich Kelber (* 1968), deutscher Politiker (SPD)
- Gerrit Klein (* 1991), deutscher Schauspieler und Sprecher
- Wilfried Köpke (* 1962), Journalist und Hochschulprofessor
- Peter Millowitsch (* 1949), Schauspieler und Theaterleiter[9]
- Ludwig Siekmeyer (1892–1983), Maler, NS-Funktionär und Kunstlehrer
- Peter Stützer (* 1954), Journalist und Fernsehmoderator
- Simon Wahl (* 1989), Fingerstyle-Gitarrist und Komponist
- Axel Werner (* 1964), Theologe, 8. Generalpräses des Internationalen Kolpingwerks
- Peter Wirtz (* 1960), ehemaliger Bürgermeister von Königswinter

## Partnerschaften
Das Ernst-Kalkuhl-Gymnasium unterhält einen Schüleraustausch mit den
- Stamford Endowed Schools in Stamford und dem
- Collège André Citroën im 15. Arrondissement von Paris.